# Cryptoniscus paguri
Cryptoniscus paguri är en kräftdjursart som beskrevs av Fraisse 1878. Cryptoniscus paguri ingår i släktet Cryptoniscus och familjen Cryptoniscidae. Inga underarter finns listade i Catalogue of Life.